# 科佩利區
科佩利區是白俄羅斯中部明斯克州的一個區，行政中心为科佩利，面積1,607.66平方公里，2016年人口28,663，人口密度每平方公里20.47人。